# Antarchaea terminalis
Antarchaea terminalis là một loài bướm đêm trong họ Noctuidae.